# ヘンリー・パーシー (第4代ノーサンバランド伯)
第4代ノーサンバランド伯ヘンリー・パーシー（Henry Percy, 4th Earl of Northumberland, 1449年頃 - 1489年4月28日）は、15世紀イングランドの貴族。薔薇戦争期には父がランカスター派だったためにヨーク派に捕らえられるが、エドワード4世の治世にヨーク派に忠誠を誓い、さらにテューダー朝成立後はテューダー朝のために活動した。

## 血縁
父の従兄弟姉妹には、エドワード4世、ブルゴーニュ公妃マーガレット、クラレンス公ジョージ、リチャード3世といったヨーク派の主導者が多数いたが、父はランカスター派に忠誠を誓っていた。
パーシー自身の代になると、エリザベス・オブ・ヨーク、エドワード5世、リチャード・オブ・シュルーズベリー、リール副伯アーサー（エドワード4世の庶子）、マーガレット・ポール、ウォリック伯エドワード、エドワード・オブ・ミドルハムらのヨーク朝の王位に近い面々が「又従兄弟姉妹」となる。彼は父と道をたがえて、パーシー家で唯一ヨーク派に与することになる。
ちなみに、王族ではないがバッキンガム公ヘンリー・スタフォードとも又従兄弟にあたり、1490年にスタフォードの息子エドワードとパーシーの娘エレノアが結婚している。ただし、スタフォードとパーシーは既に死亡している。

## 生涯
1449年頃、パーシーは第3代ノーサンバランド伯ヘンリー・パーシーとエレノア・ポイニングズ（リチャード・ポイニングズ卿の娘）との間に生まれた。父はその血がヨーク派に近いのとは裏腹に、祖父ヘンリー・パーシー以来のネヴィル家との確執からランカスター派に忠誠を誓っていた。だが、祖父が1455年にセント・オールバーンズの戦いで、父が1461年3月29日のタウトンの戦いで戦死すると、ノーサンバランド伯爵の爵位は勝者であるヨーク派によって消滅させられ、この時10代のパーシーはロンドン刑務所（Fleet Prison）に投獄された（1464年に政治犯ということでロンドン塔に移送されている）。
1465年、ランカスター派掃討で功績を認められたジョン・ネヴィルがノーサンバランド伯に列せられたが、パーシーはヨーク派のエドワード4世に忠誠を誓って、1469年に釈放された。パーシーはエドワード4世に、先祖伝来のノーサンバランド伯爵位と伯爵領の返還を請願した。これがエドワード4世に認められた事で、ジョン・ネヴィルはノーサンバランド伯爵位を返還しなければならなくなり、代わりに1470年にモンターギュ侯に列せられた。だがパーシーへの所領の返還は、イングランド議会によって1473年まで延期された。
その後の12年間、パーシーはパーシー家が代々勤めた北イングランドの要職を歴任した。1485年8月22日のボズワースの戦いで、パーシーはヨーク派右翼の予備軍を指揮していたが、戦況を見つつも決して自軍を参戦させようとはしなかった。この時の彼の消極的な行動が、リチャード3世の敗死の大きな要因となった。歴史家の中にはこの行動を「ヘンリー7世に味方した反逆」とする見方もあるが、「リチャード3世が敗死した時のパーシーの右翼軍は、リチャード3世の本陣の後ろに退陣していたため、戦闘に参加できなかった」という説もある。
もっとも、仮に反逆だったとしても、ヘンリー7世はその意図を知らないか感謝もしていなかったらしく、パーシーはウェストモーランド伯ラルフ・ネヴィル、トマス・ハワードとともに逮捕された。パーシーは数ヶ月間収監されて、ヘンリー7世に忠誠を誓った。王権の安定を優先させたいヘンリー7世は、パーシーを好条件（爵位・所領とも安堵）で解放した。
1489年4月、パーシーはヨークシャーにある所領に住んでいた。当時、ヘンリー7世はフランスのシャルル8世に対抗するためにブルターニュ女公アンヌと同盟しており、軍費調達のために税が高騰していた。この高い課税に抗議してヨークシャーのジョン・イグリモント卿は暴動を扇動し、目をつけられたパーシーは4月28日、暴徒によって殺害された。
ヨークシャーは元々ヨーク派の拠点であり、リチャード3世の支持が根強かったので、恐らくパーシーはリチャードの敵討ちで殺されたのだろう。

## 家族
パーシーは1473年から1476年の間にモード・ハーバート（1448年 - 1485年/1495年7月27日）と結婚していた。彼女はペンブルック伯ウィリアム・ハーバートとその妻アン・デヴァルーの娘であった。
彼らには8人の子供がいた。
- ヘンリー・アルジャーノン・パーシー（1478年1月14日 - 1527年5月19日） - 第5代ノーサンバランド伯。キャサリン・スペンサーと結婚した。
- エレノア・パーシー （? - 1530年） - 1490年にバッキンガム公エドワード・スタフォードに嫁いだ。
- サー・ウィリアム・パーシー （? - 1540年9月15日） - アグネス・コンスタブルと結婚し、後に「マーガレット・パーシー」と呼ばれる女性と結婚している。
- アラン・パーシー （1479年 - ?）
- ジャスリン・パーシー （1480年 - 1532年） - マーガレット・フロストと結婚した。
- アランデル・パーシー （1483年 - 1544年）
- アン・パーシー （1485年7月27日 - 1552年） - 第18代アランデル伯トマス・フィッツアランに嫁いだ。
- エリザベス・パーシー

| 爵位・家督              | 爵位・家督                         | 爵位・家督                              |
| ----------------------- | ---------------------------------- | --------------------------------------- |
| 先代 ヘンリー・パーシー | ノーサンバランド伯 1470年 - 1489年 | 次代 ヘンリー・アルジャーノン・パーシー |